# Prix du Cercle du livre de France
Le prix du Cercle du livre de France est un prix littéraire qui a été créé en 1949 par la maison d'édition québécoise Le Cercle du livre de France.

## Lauréats
- 1950 - Bertrand Vac - Louise Genest
- 1951 - André Langevin - Évadé de la nuit
- 1952 - Bertrand Vac - Deux portes, une adresse
- 1953 - André Langevin - Poussière sur la ville
- 1954 - Jean Vaillancourt - Les Canadiens errants
- 1955 - Jean Filiatrault - Chaînes
- 1956
  - Maurice Gagnon - L'Échéance
  - Eugène Cloutier - Les Inutiles
  - Jean Simard - Mon fils pourtant heureux...
- 1957 - Jean-Marie Poirier - Le Prix du souvenir
- 1958 - Claire Martin - Avec ou sans amour
- 1959 - Pierre Gélinas - Les Vivants, les morts et les autres
- 1960 - Claude Jasmin - La Corde au cou
- 1961 - Diane Giguère - Le Temps des jeux
- 1962 - Aucun lauréat
- 1963 - Louise Maheux-Forcier - Amadou
- 1964 - Georges Cartier - Le Poisson pêché
- 1965 - Bertrand Vac - Histoires galantes
- 1966 - André Berthiaume - La Fugue
- 1967 - Anne Bertrand - Cancer
- 1968 - Yvette Naubert - L'Été de la cigale
- 1969 - Jovette Bernier - Non monsieur
- 1970 - Aucun lauréat
- 1971 - Lise Parent - Les Îles flottantes
- 1972 - Aucun lauréat
- 1973 - Huguette Légaré - La Conversation entre hommes
- 1974 - Jean-Pierre Guay - Mise en liberté
- 1975 - Pierre Stewart - L'Amour d'une autre
- 1976 - Aucun lauréat
- 1977 - Simone Piuze - Les Cercles concentriques
- 1978 - Négovan Rajic - Les Hommes-taupes
- 1979 - Normand Rousseau - Les Jardins secrets[1]

- 1980 - Françoise Dumoulin-Tessier - Le Salon vert
- 1981 - Lise Blouin - Miroir à deux visages
- 1982 - Josette Labbé - Jean-Pierre, mon homme, ma mère
- 1983 - Jean-François Somcynsky - La Frontière du milieu
- 1984 - Gilbert Choquette - La Forge et la flamme
- 1985 - Alexander Lahaye - Opération Bernhard II